# Electrecord
Electrecord ist ein rumänisches Plattenlabel, das 1932 gegründet wurde. Es war das einzige Plattenlabel im kommunistischen Rumänien. Seit 2020 spezialisiert sich das Unternehmen auf Tonproduktion, Remastering sowie die Produktion von Hörbüchern und Unterrichtsmaterialien im Audioformat.

## Geschichte

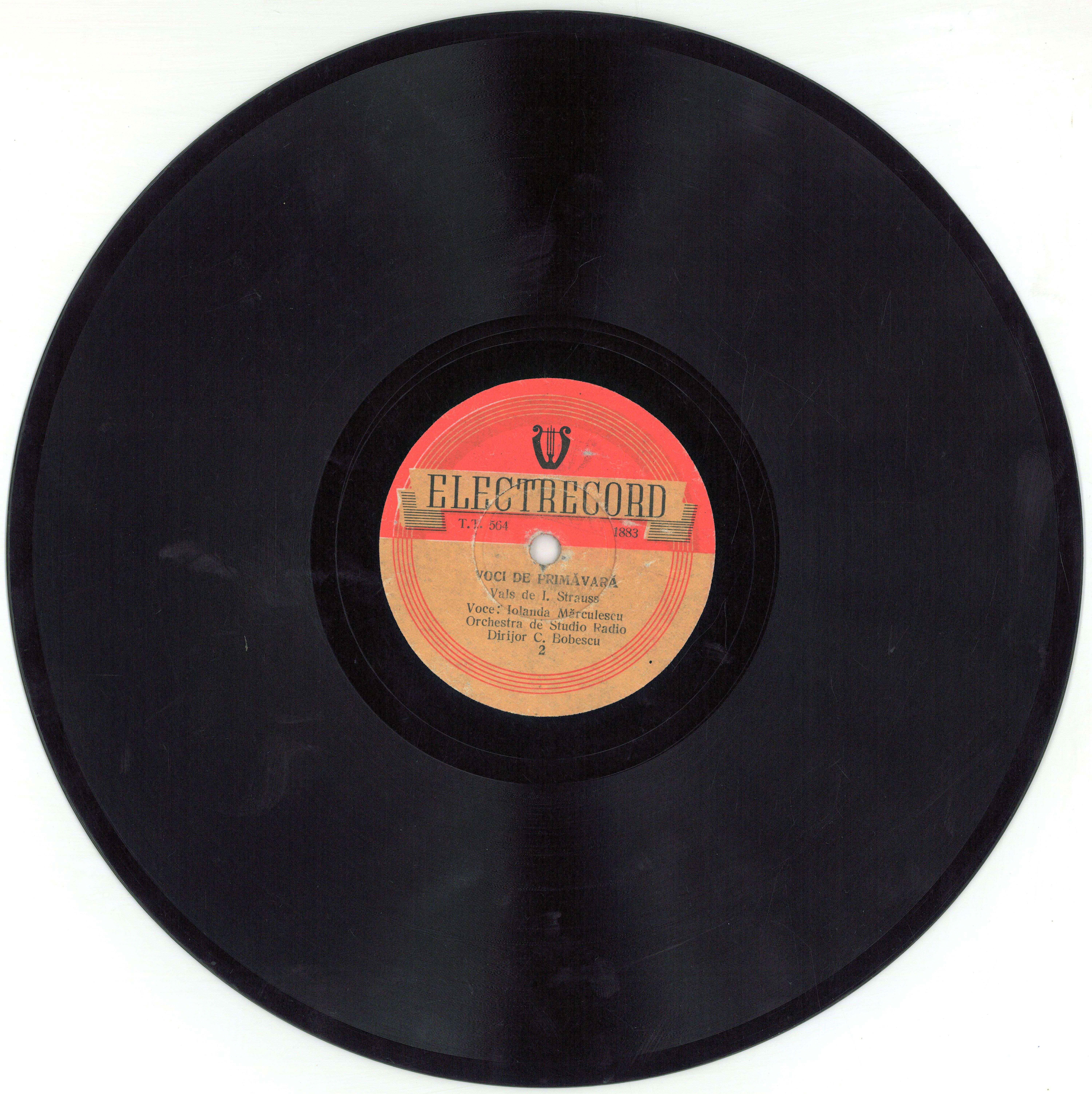
Frühe Schallplatte

1932 gründete Nathan Mischonzniki (* 1859; † 2. April 1935) die Plattenfirma Electrecord. Mischonzniki war ein deutscher Unternehmer jüdischer Herkunft, der seit 1900 eine Musikalienhandlung führte und zudem Hoflieferant war. Mischonzniki besaß mit Electrecord die erste Plattenfabrik in Osteuropa, die er zunächst „Perfection“, später „Homocord“, dann „Cristal“ nannte. 1934 veröffentlichte er die erste Schallplatte in Rumänien – das Banatorchester „Luță Ioviță“. 1937 baute Mischonzniki das erste Aufnahmestudio des Landes. Berühmte rumänische Sänger wie Maria Tănase und Gică Petrescu mussten nicht mehr nach Wien oder Berlin pendeln, um aufzunehmen. Nur fünf Jahre nach der Produktion der ersten Schallplatte hatte das Unternehmen eine Auflage von über 70.000 gepressten Platten pro Jahr. In den Anfangsjahren wurden die Schallplatten von der Kristall-Schallplatten-GmbH in Berlin aufgenommen und hergestellt. Von 1939 bis 1940 belief sich die Plattenauflage auf ca. 70.000 jährlich. Die Gesellschaft bot ihre Dienste dem staatlichen Radio, dem Propagandaministerium, Komponisten und Interpreten aus Rumänien sowie den lokalen Tochtergesellschaften der Häuser Columbia und Odeon an.
1948 wurde das Unternehmen verstaatlicht und modernisiert. Die Auflagen nahmen zu, und ab 1956 erschienen parallel zu Ebonit- auch Schellackplatten. 1967 begann das Label ausschließlich Schellackplatten zu produzieren und eine Pseudo-Stereo-Aufnahmemethode in die Praxis umzusetzen (manchmal wurde das Orchester auf einem Kanal und die Stimme auf den anderen verteilt).
Die siebziger Jahre waren gekennzeichnet durch Aufnahmen von verbesserter Qualität, die jedoch mit westlichen Produktionen nicht mithalten konnten. Die Aufnahmen wurden in einem Studio produziert, das später „Tomis“ genannt wurde. 1973 erschienen die ersten Stereo-Schallplatten, die aber auch mit Mono-Tonabnehmern kompatibel waren. In den 1980er Jahren erreichte die jährliche Auflage 6–7 Millionen Tonträger. Vermehrt wurden nun auch Kopien ausländischer Tonträger produziert und in den Umlauf gebracht.
Nach 1990 gingen die Einnahmen von Electrecord aufgrund der sich durch den Fall des Kommunismus verschlechternden wirtschaftlichen Situation und dem Aufkommen von CDs allmählich zurück. Die meisten von Electrecord nach 1990 veröffentlichten Tonträger waren entweder Best-Of-Alben, Single-Entkopplungen oder remasterte Versionen von LPs. Das Unternehmen ging 1996 in die Insolvenz. Zwei Jahre später wurde es durch ein britisches Unternehmen für 40.000 USD gerettet.
In den Jahren danach folgte eine Umstrukturierung des Unternehmens. Es kamen Neuauflagen und Neuproduktionen heraus. Die produzierten CDs wurden in Rumänien, Ungarn oder England multipliziert. Die monatliche Auflage von CDs betrug nicht mehr als mehrere tausend Tonträger. Im Jahr 2002 erzielte Electrecord einen Umsatz von 2,16 Mio. RON und einen Bruttogewinn von 105.000 RON. Im Jahr 2003 übernahmen die Mitarbeiter des Unternehmens die Mehrheitsbeteiligung an Electrecord (59,76 %).
Seit 2016 unterhält das Unternehmen einen YouTube-Kanal, auf dem in regelmäßigen Abständen digitalisierte Songs und Alben alter Produktionen veröffentlicht werden.
Im Juni 2017 veröffentlichte Electrecord das Album „Songbird“.
Electrecord ging 2018 in die Insolvenz. 2020 folgte ein Neuanfang mit neuer Unternehmenskonzeption.

## Ehemalige CEOs
- Nathan Mischonzniki
- Nestor Gheorghiu
- Teodor Carțiș
- Vasile Șirli
- Grigore Petreanu

## Musiker und Komponisten
- Alla Bayanova
- Mircea Baniciu
- Pascal Bentoiu
- Lola Bobesco
- Florin Bogardo
- Constantin Brăiloiu
- Tiberiu Brediceanu
- Ion Buzea
- Celelalte Cuvinte
- Sergiu Celibidache
- Elena Cernei
- Marin Constantin
- Paul Constantinescu
- Viorica Cortez
- Gabriel Cotabiță
- Nicu Covaci
- Dimitrie Cuclin
- Hariclea Darclée
- Grigoraș Dinicu
- Gil Dobrica
- Ion Dolanescu
- Sabin Dragoi
- Iancu Dumitrescu
- George Enescu
- Adrian Enescu
- Dumitru Fărcaș
- Ionel Fernic
- Mircea Florian
- Tudor Gheorghe
- Loredana Groza
- Nicolae Herlea
- Magda Ianculescu
- Iris
- Mihail Jora
- Nicolae Kirculescu
- Krypton
- John Jewell
- Ovidiu Lipan
- Dinu Lipatti
- Fanica Luca
- Radu Lupu
- Silvia Marcovici
- Ion Miu
- Horia Moculescu
- NAVI
- Octavian Nemescu
- Ștefan Niculescu
- Irina Odăgescu
- Anca Parghel
- Margareta Paslaru
- Ionel Perlea
- Valeria Peter Predescu
- Gică Petrescu
- Phoenix
- Progresiv TM
- Romica Puceanu
- Johnny Răducanu
- Mihaela Runceanu
- Ileana Sărăroiu
- Sfinx
- Constantin Silvestri
- Benone Sinulescu
- Dan Spătaru
- Tatiana Stepa
- Valeriu Sterian
- Maria Tănase
- Octave Octavian Teodorescu
- Mircea Tiberian
- Timpuri Noi
- Cornel Trailescu
- Cristian Vasile
- Sofia Vicoveanca
- Anatol Vieru
- Ion Voicu
- Gheorghe Zamfir
- Virginia Zeani